# Anita Raja
Anita Raja (Nápoles, 5 de abril de 1953) es una escritora y traductora italiana.

## Biografía
Hija de padres judíos, Anita Raja nació en Nápoles y se mudó con su familia a Roma, donde se graduó. Como germanista se la recuerda sobre todo por las numerosas traducciones de Christa Wolf publicadas por Edizioni e/o y reimpresas varias veces. Entre sus muchas otras traducciones y editores se encuentran: El proceso de Franz Kafka (Milán, Feltrinelli, 1995), Los muertos del Carso de Veit Heinichen (Roma, E/O, 2003), Los músicos de Bremen de los hermanos Grimm (Roma, Orecchio acerbo, 2012), Balada de los que aprueban este mundo de Bertolt Brecht (Roma, Orecchio acerbo, 2016) y La muerte de Danton de Georg Büchner (Turín, Einaudi, 2016). En 2008 ganó el Premio ítalo-alemán de traducción literaria.

## Vida privada
Casada con Domenico Starnone, varios periodistas y medios de comunicación la han relacionado -sola o con su marido- con el pseudónimo de Elena Ferrante.